# Alexander Michailowitsch Saizew

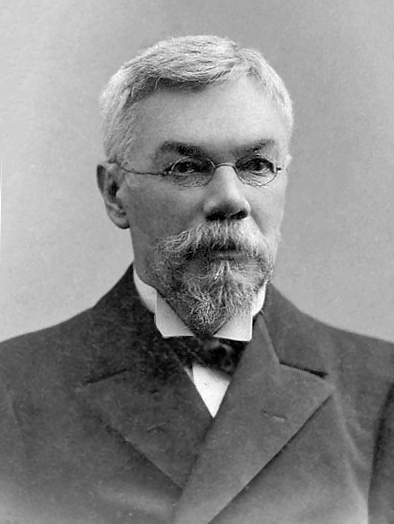
Alexander Michailowitsch Saizew

Alexander Michailowitsch Saizew, auch Saytzev, Saytzeff oder Saitzeff (russisch Алекса́ндр Миха́йлович За́йцев, wiss. Transliteration Aleksandr Michajlovič Zajcev; * 20. Junijul. / 2. Juli 1841greg. in Kasan; † 19. Augustjul. / 1. September 1910greg. ebenda) war ein russischer Chemiker.

## Biographie
Ursprünglich sollte Saizew das Tee-Geschäft seines Vaters übernehmen, musste dafür jedoch Wirtschaft studieren. Sein Studium an der Universität Kasan umfasste zwei Jahre Chemie, die Alexander Michailowitsch Butlerow lehrte. Saizew erhielt sein Diplom im Jahr 1862 und wandte sich nach Westeuropa, wo er zwischen 1865 und 1870 unter anderem mit Hermann Kolbe und Charles Adolphe Wurtz zusammenarbeitete.
1865 konnte er dank des Einflusses von Kolbe seine Dissertation über Sulfoxide und Trialkylsulfoniumsalze an der Universität Leipzig einreichen. 1870 legte er seine Habilitationsschrift über neue Methoden zur Umwandlung von Fettsäuren in Alkohole vor und wurde 1871 auf den Lehrstuhl für Organische Chemie an der Universität Kasan berufen.
Mit seiner 1873 erfolgten Synthese von Diethylcarbinol mittels Zink aus Iodethylen leistete Saizew eine wesentliche Vorarbeit zu der von Grüner und Barbie entwickelten Grüner-Reaktion. Zum Hauptarbeitsgebiet gehörten nach Veröffentlichung der Saizew-Regel im Jahr 1875 auch die Synthese von Alkoholen aus Organozinkverbindungen. Dies war bis zur Grignard-Reaktion im Jahr 1901 die einzige Möglichkeit zur Synthese von Alkoholen.
Saizew war Präsident der Russischen Physikalisch-Chemischen Gesellschaft und seit 1885 korrespondierendes Mitglied der Russischen Akademie der Wissenschaften in St. Petersburg.